# Assis Lopes
Dom Assis Lopes (Rio de Janeiro, 19 de dezembro de 1934) é um bispo católico brasileiro, pertencente a Arquidiocese de São Sebastião do Rio de Janeiro.

## Biografia
Fez os estudos de Filosofia e inicou o de Teologia no Seminário São José da Arquidiocese do Rio de Janeiro, completou a faculdade de Teologia no Canadá, com uma bolsa de estudos, no Seminário Maior da Congregação de São Suplício (também chamado de São Sulpício, a congregação também é conhecida como a dos Padres Sulpicianos). Se especializou em Direito Canônico e estudou na Escola Superior de Guerra. Foi reitor do Seminário São José e pároco da Paróquia Nossa Senhora da Candelária, ambos na cidade do Rio de Janeiro.
Eleito bispo aos 22 de janeiro de 2003 pelo Papa João Paulo II com a sede titular de Zaraï e auxiliar da Arquidiocese de São Sebastião do Rio de Janeiro; recebeu a ordenação episcopal no dia 19 de março de 2003, das mãos do Cardeal Dom Eusébio Oscar Scheid, sendo concelebrante Dom Augusto José Zini Filho e Dom João d'Ávila Moreira Lima.
Na Arquidiocese do Rio de Janeiro, Dom Assis é Vigário-Geral e moderador da Cúria Metropolitana e atua como animador do Vicariato Episcopal Oeste. Representante da Arquidiocese junto às Associações Públicas e Privadas de Fiéis e pela Cáritas do Regional Leste I da CNBB.
No dia 26 de janeiro de 2011 o Papa Bento XVI aceitou o seu pedido de renúncia apresentado por limite de idade ao cargo de bispo-auxiliar da Arquidiocese do Rio de Janeiro.